# متلازمة آرتس
متلازمة آرتس (بالإنجليزية: Arts syndrome) هي اضطراب أيضي نادر يسبب مشاكل عصبية خطيرة عند الذكور بسبب خلل في إنزيم PRPP سينثيتاز-1. تعد متلازمة آرتس جزءًا من مجموعة من الاضطرابات المرتبطة بالنشاط المتدني لأنزيم PRPS-1 والتي تتضمن مرض شاركو-ماري-توث والصمم الحسي العصبي غير المتلازميّ المرتبط بالصبغي X.

## العلامات والأعراض
يبدي الذكور أعراضًا أكثر خطورة من الإناث المصابات بهذا الاضطراب. الأعراض عند الذكور هي:
- فقدان السمع الحسي العصبي العميق، أي فقدان السمع الكامل أو شبه الكامل بسبب تشوهات في الأذن الداخلية.[2]
- توتر عضلي ضعيف - نقص التوتر.
- ضعف التنسيق العضلي - رنح.
- تأخر النمو.
- الإعاقة الذهنية.
- فقدان البصر الناجم عن ضمور العصب البصري في مرحلة الطفولة المبكرة.[3]
- الاعتلال العصبي المحيطي.
- التهابات متكررة خاصة في الجهاز التنفسي.
- ضعف العضلات الناجم عن الالتهابات المتكررة.

الأعراض لدى الإناث:
نادرًا ما يُلاحظ ضعف السمع الذي يبدأ في مرحلة البلوغ (بعد سن 20 عامًا) مصحوبًا برنح واعتلال عصبي. لوحظ ضمور العصب البصري والتهاب الشبكية الصباغي في بعض الحالات أيضًا.

## السبب
تحدث متلازمة آرتس بسبب طفرة تسبب خسارة وظيفية في جين PRPS1. يشفر جين أنزيم PRPS1 أنزيم فوسفوريبوزيل بيروفوسفات سينثيتاز-1 أو PRPP سينثيتاز-1. يشارك هذا الإنزيم في إنتاج البيورينات والبيريميدينات التي تعد اللبنات الأساسية للدنا والرنا والأدينوزين ثلاثي الفوسفات والجزيئات الأخرى. تؤدي الطفرات التي تسبب متلازمة آرتس لاستبدال الأحماض الأمينية المفردة في إنزيم PRPP سينثيتاز-1. يكون الانزيم الناتج غير مستقر. قد يؤدي اختلال إنتاج البيورين والبيريميدين إلى إضعاف تخزين الطاقة ونقلها في الخلايا. قد يكون لضعف هذه العمليات تأثير شديد بشكل خاص على الأنسجة التي تتطلب قدرًا كبيرًا من الطاقة، كالجهاز العصبي، ما يؤدي إلى مشاكل عصبية مميزة لمتلازمة آرتس. إن سبب زيادة خطر الإصابة بعدوى الجهاز التنفسي في متلازمة آرتس غير واضح.
c.367C>G (p.His123Asp) - طفرة مغلطة مستجدة
c.455T→C (p. L152P), c.398A→C (p.Q133P)
p. Ile275Thr and p.Gly306Glu

## علم الوراثة
تتبع متلازمة آرتس وراثة مرتبطة بالصبغي X. في الذكور (لديهم صبغي X واحد فقط)، تسبب طفرة في النسخة الوحيدة من الجين في كل خلية الاضطراب. في الإناث (اللواتي لديهن صبغيان X)، تؤدي الطفرة في واحدة من نسختي الجين في كل خلية أحيانًا إلى ظهور سمات الاضطراب؛ في حالات أخرى لا تبدي هؤلاء الإناث أي أعراض. في عدد قليل من حالات متلازمة آرتس المشخصة، ورث الأفراد المصابون الطفرة من أم تحمل نسخة معدلة من جين أنزيم PRPS1. إذا كانت الأم حاملة للمرض، فإن فرصة نقل طفرة PRPS1 في كل حمل هي 50%. سيتأثر الذكور الذين يرثون الطفرة؛ الإناث اللواتي يرثن الطفرة سيكونن حوامل للمرض وقد يتأثرن بشكل طفيف أو لا يتأثرن. الذكور المصابون بمتلازمة آرتس عقيمون.
يمثل مرض شاركو-ماري-توث -5 ومتلازمة آرتس والصمم الحسي العصبي غير المتلازمي المرتبط بالصبغي X ثلاثة اضطرابات مختلفة سريريًا إنما هي اضطرابات مرتبطة وراثيًا وأليليًا ناتجة عن انخفاض نشاط إنزيم الفوسفوريبوزيل فوسفات 1 (PRS1) نتيجة طفرات PRPS1. أُبلغ عن ثلاث عائلات فقط مصابة بمرض شاركو-ماري-توث-5، وعائلتين مصابتين بمتلازمة آرتس على التوالي، في جميع أنحاء العالم حتى الآن. وبالتالي، مايزال الدليل نادرًا عما إذا كان هذان الاضطرابان مرضين منفصلين، أم هما مجموعات على سلسلة نمط ظاهري متصلة لمرض مرتبط بالأنزيم PRPS1.